# Lilija Vajhina-Jefremova
Lilija Mykolajivna Vajhina-Jefremova (ukrainska: Лілія Миколаївна Вайгіна-Єфремова) är en ukrainsk skidskytt, född 15 april 1977 i Tjeboksary i Tjuvasjiska ASSR i Sovjetunionen (nu Tjuvasjien i Ryssland), och har tävlat i skidskytte från 1987.
Vajhina-Jefremovas största merit inom skidskytte är hennes brons från sprinten vid olympiska vinterspelen 2006 i Turin. På den följande jaktstarten blev hon åtta. Under samma OS blev hon även 36:a på distansen och 17:e på masstarten. 
Hon har utöver detta olympiska spel deltagit i sex världsmästerskap från 2001. Hennes bästa individuella resultat från VM var från hennes första och enda lopp i hennes första världsmästerskap 2001 i Pokljuka då hon blev 27 på distansen. I Östersund blev hon 33 på sprinten och 28 på jaktstarten. 
I den andra världscupen säsongen 1999/1998 gjorde Vajhina-Jefremova sin debut i världscupen i sprinten i Pokljuka där hon slutade sjua. Hon har deltagit i världscupen sedan dess, och har tre topp-tio placeringar. En åttondeplats från Östersund 2002, en tredjeplats från sprinten i Brezno-Osrblie 2005 och en femteplats från den följande jaktstarten. Hennes bästa placering i världscupen var 2005/2006 då hon blev 26.